# Застава, Семён Андреевич
Семен Андреевич Застава (1900  — ?)  — украинский советский деятель, новатор производства, шахтер, заведующий шахты «Капитальная» треста «Макеевуголь» Сталинской области. Депутат Верховного Совета СССР 1-го созыва. Кандидат в члены ЦК КП(б)У в мае 1940 — августе 1946 г. и в январе 1949 — сентябре 1952 г. Член ЦК КП(б)У в августе 1946 — январе 1949 г.

## Биография
Работал шахтером на шахтах Донбасса. Стахановец, новатор производства.
Член ВКП(б) с 1930 года.
До 1938 года — начальник участка «Амур-2» шахты имени Ленина треста «Макеевуголь» Донецкой (Сталинской) области.
С 1938 года — заведующий шахты «Капитальная» треста «Макеевуголь» комбината «Сталиноуголь» Сталинской области.
Во время войны — в эвакуации, начальник шахты № 26 комбината Карагандауголь.
После завершения Великой Отечественной войны работал на руководящих должностях в угольной отрасли Донбасса.

## Награды
- орден Ленина (17.02.1939)
- орден Трудового Красного Знамени (20.10.1943)
- медали